# ماسابومي هوسونو
ماسابومي هوسونو (15 أكتوبر 1870 - 14 مارس 1939) هو الياباني الوحيد الذي نجا من حادثة تيتانيك
عندما عاد لليابان تم طرده من وظيفته ولُقب بالجبان في الصحافة اليابانية لأنه لم يمت مع الآخرين ولم يضحي بمكانه في قارب النجاة لإنقاذ شخص آخر.

## الرحلة
ماسابومي هوسونو البالغ من العمر 41 سنة كان موظف حكومي يعمل لدى وزارة النقل اليابانية في عام 1910 أرسل إلى إمبراطورية روسيا للبحث في شبكة السكك الحديدية الحكومية الروسية
عاد إلى اليابان ليذهب إلى لندن لرحلة قصيرة ثم غادر إلى ساوثامبتون حيث استقل تايتنك في 10 أبريل 1912 كراكب من الدرجة الثانية.
في ليلة 15 أبريل أيقظ من قبل الخادم. ومع ذلك منع من ركوب قوارب النجاة.